# Aneura longipalpis
Aneura longipalpis är en tvåvingeart som beskrevs av Tonnoir och Edwards 1927. Aneura longipalpis ingår i släktet Aneura och familjen svampmyggor. Inga underarter finns listade i Catalogue of Life.